# Pio Bolzon
Pio Bolzon (Asolo, 20 luglio 1867 – Asolo, 13 gennaio 1940) è stato un botanico italiano.

## Biografia
Figlio di Antonio e Chiara Fietta, nel 1885 entrò nella facoltà di Scienze dell'università di Padova dove studiò sotto la guida di Pier Andrea Saccardo; passato all'università di Bologna, nel 1889 conseguì la laurea in scienze naturali presentando una tesi sul fiore delle Rosacee con Federico Delpino come relatore.
Per un periodo insegnò alla scuola tecnica di Portoferraio e quindi in quella di Carrara. In seguito tornò a Padova dove fu professore al seminario vescovile e assistente presso l'istituto botanico dell'università. La carriera di insegnante lo assorbì sino al 1934, anno in cui si ritirò nel paese natale.

## Studi
Inizialmente limitati alla sola flora trevigiana, gli studi di Bolzon si estesero presto al Veneto e all'intera Italia.
Le prime pubblicazioni riguardarono le piante dell'isola d'Elba (1891-1893) e del territorio di Carrara (1894-1895), aggiungendo al catalogo dei vegetali toscane duecentotrentotto nuove specie. Si dedicò quindi alla vegetazione veneta: nel 1898 aggiornò il Catalogo della flora veneta di Roberto De Visiani e Pier Andrea Saccardo e nel 1914 pubblicò la Flora del Monte Marmolada. Tra il 1903 e il 1909 studiò le piante del Parmense e raccolse i suoi risultati nella Flora della Provincia di Parma (1921).